# سلنا برای همیشه
سلنا برای همیشه (انگلیسی: Selena Forever) یک موزیکال آمریکایی است که بر اساس فیلم سال ۱۹۹۷ سلنا ساخته شده و زندگی خواننده مشهور تجانو سلنا کوئینتانیلا-پرز را روایت می‌کند.